# Premier derby casablancais
La rivalité entre l'US Marocaine et le Wydad AC se réfère à l'antagonisme entre les deux clubs principaux de l'Empire chérifien, tous les deux basés à Casablanca : le Wydad AC (équipe des musulmans, équipe des indigènes) et celle de l'US Marocaine (équipe des protecteurs, équipe de la france). Cette rencontre se déroulait traditionnellement d'abord au Stade Philip et depuis 1955 au Stade Marcel Cerdan.

## Genèse et nature de la rivalité
En raison de sa spécificité par rapport aux autres équipes du Maroc, le Wydad AC est l'un des seuls clubs composé à majorité de marocains, car la création d'un club pour les marocains est très difficile à cette époque puisque les lois de la LMFA de l'époque imposent des conditions très contraignantes. L'idée de la création du club a pour origine un conflit que l'on peut qualifier d'inter-ethnique. En effet, le port de Casablanca grand centre économique à cette époque est entourée de plusieurs piscines favorisant la pratique du sport. Pour y accéder il faut faire partie d'un club, dont la plupart sont tenus par des étrangers. Dès 1935, les installations sont ouvertes aux marocains musulmans et indigénes qui peuvent en profiter à condition de s'inscrire dans l'un de ces clubs. Mais le nombre de musulmans qui ne fait qu'augmenter provoque l'inquiétude des protecteurs qui décident de leurs en interdirent l'accès. C'est ainsi qu'est venue l'idée de créer un club omnisports pour les marocains d'abord destiné au water-polo.
Cependant, les dirigeants du futur club vont devoir faire face à de nombreux refus des autorités. Les frères Benjelloun, que soit Mohamed Benjelloun Touimi et Abdellatif Benjelloun Touimi vont alors avoir l'idée de contacter la fédération pour permettre la création du club, et c'est ainsi que va intervenir personnellement le sultan sidi Mohammed ben Youssef pour permettre la création du club. Ainsi, le club doit se résoudre à plusieurs conditions dont l'éloignement de la politique, pas de racisme. Si la première section du club est le water-polo, le WAC fera sa section de foot avec son directeur général, Père Jégo, qui deviendra aussi le 1er entraineur du club en 1939.
Le WAC va être confronté à un nouveau problème, puisque le règlement de la LMFA de l'époque impose un minimum de trois joueurs européens. Le but étant de lutter contre toute sorte de communautarisme qui est l'une des priorités de l'administration du protectorat, en partie par la crainte de renforcer le nationalisme maghrébin, mais aussi par rapport aux valeurs que prônent les protecteurs. Ainsi de nombreuses circulaires obligeant les clubs musulmans à se défaire de tout communautarisme ont énormément désavantagé certains clubs dans tout le Maghreb. En effet, un quota de joueurs étrangers est imposé par les autorités et peut se révéler terrible d'un point de vue sportif. Le Wydad AC sachant qu'il ne gagnera rien à se révolter, se soumet sans rechigner en incluant trois joueurs européens.
De l'autre côté, l'US Marocaine qui est considéré comme le monstre du football au Maroc, domine incontestablement le football marocain dans les années 30, avec notamment six championnats du Maroc remportés dont quatre d'affilée mais aussi trois championnats d'Afrique du Nord. En raison de sa domination du football marocain, mais aussi du football nord-africain, le club a été surnommé par « Le Monstre du football » en Afrique du Nord. Le club était composé en majorité de joueurs européens, bien que des grands joueurs franco-marocains y soient passés tels que Larbi Benbarek par exemple.
De ce fait, lorsque le WAC a vu le jour, et qu'il est dès ses débuts en mesure de lutter contre l'ogre que représente l'USM, les supporters indigènes du pays tout entier se sont tous reconnus au club, et le WAC était devenu pour eux l'incarnation de la résistance du peuple marocain face aux étrangers. C'est ainsi que l'USM est vu comme le club des français représentant le protectorat pour les marocains, alors que le WAC est vu comme le seul club marocain musulman à pouvoir tenir tête aux grands clubs des étrangers du pays et notamment l'USM. La 1re saison qui a vu le derby casablancais est là, 1939/1940, et ces matchs entre l'USM et le WAC représentent alors un énorme risque car le clivage ethnique et politique des deux clubs peuvent provoquer des affrontements entre les supporters des deux équipes, et même l'intervention des chars et véhicules blindés de l'armée. La rivalité est encore plus accrue car ce sont les deux clubs les plus titrés d'affrontant donc pour la suprématie du football marocain.

## Histoire

### Premiers derbys (1939-1941)
La section football du WAC fait donc ses débuts à partir de la saison 1939/40. En raison du déclenchement de la Seconde Guerre mondiale, la LMFA décide de l'arrêt du championnat classique et de la création d'un critérium baptisé Coupe de Guerre pendant cette période. Contrairement au championnat, cette compétition se déroule sous la forme de plusieurs poules divisés par position géographique. On a ainsi la poule nord, centre, chaouïa et sud. Les clubs de Casablanca et sa région sont déversés dans la poule de la Chaouïa, région historique du Maroc. Les trois premiers de la chaouïa se qualifient au quarts de finale de la compétition.
Le calendrier fait opposer par ironie du sort le WAC à l'USM dès la première journée, c'est-à-dire que le premier match de l'histoire du club l'oppose au grand cador du championnat marocain, qui a alors neuf titres de championnat du Maroc à son actif dont trois à l'époque de l'USFSA. L'USM domine alors le football marocain durant cette décennie au point d'être surnommé Le Monstre du football en Afrique du Nord. À l'aube de la guerre, l'USM a six championnats de la LMFA dont quatre remportés d'affilée mais aussi trois championnat d'Afrique du Nord. Le premier derby a donc lieu le 15 octobre 1939 au stade Philip dans le cadre de la première journée de la Critérium 1939/40. Les joueurs du Wydad se comportent plutôt bien pour des débuts à la grande surprise des habitués du stade Philip, venus en nombre. En lever de rideau, les réserves du WAC ont fait battre ceux d'USM sur le score de trois buts à un. Les usémistes prennent cependant rapidement la revanche au match des premières équipes par l'intermédiaire d'Abdelhak Kadmiri. Les wydadis opposent toutefois une vive résistance mais sur une faute du gardien de but Mohamed Ould Aïcha, l'USM double la mise. Le score est de 2 buts à 0 à la mi-temps. Au retour des vestiaires, Lakhmiri inscrit le premier but de l'histoire du WAC mais le score restera inchangé jusqu'à la fin de la rencontre. Malgré une domination plus importante de l'USM, les joueurs du peple marocain ont impressionné pour leur première sortie sous la houlette de Mohamed Ben Lahcen Affani alias Père Jégo,. Le WAC arrivera a remporté le titre de champion de la Ligue du Chaouia 1939.
Le match retour a lieu le 22 janvier 1940, l'USM qui occupe la deuxième place du groupe derrière le SCC Roches Noires s'est renforcé avec le retour de ses anciens joueurs de France à cause de la guerre à savoir Larbi Benbarek et Mario Zatelli. Le Wydad troisième de la poule a deux titulaires absents à savoir Ramon et Durant. Les usémistes ouvre le score très rapidement dès la 2e minute par l'intermédiaire de Zatelli, sur une offrande d'Alfonso. Les wydadis reprennent l'initiative dans ce match et attaquent à maintes reprises le camp adverse dont la défense repousse chaque attaque. Les usémistes sont bousculés et n'ont que de rares occasions, Mario étant impitoyable marqué par Bouchaïb du WAC. En seconde période, sur un cafouillage dans la surface, un joueur de l'USM Clarembeaux dévie la balle avec sa main et l'arbitre décide de ne pas siffler pénalty et de poursuivre la rencontre estimant que le joueur voulait se protégeait le visage provoquant ainsi la fureur des supporters du Wydad réclamant un pénalty qui aurait changé le cours du match. Le match se termine par une nouvelle victoire de l'USM sur la jeune équipe du Wydad par 1 but à 0. De suite, l'USM devient champion de la Ligue du Chaouia 1940.

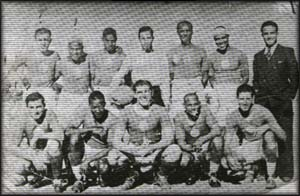
Le onze de Wydad AC avant la finale contre l'USM en Coupe de Guerre 1939/40.

Le WAC termine donc 3e de sa poule et arrache sa qualification pour la phase finale de la coupe de Guerre lors de la dernière journée grâce à une victoire sur le SCC Roches Noires déjà qualifié. L'USM qui dispose de la meilleure équipe du championnat en termes d'effectif finit logiquement leader de la poule et se qualifie lui aussi. Le destin va faire que les deux nouveaux rivaux vont se recroiser en finale. Le Wydad se défait du Stade Marocain (2-1), puis de l'ASF Tanger (3-1), tandis que l'USM vient à bout de l'AS Tanger-Fès (1-0) et du SCC Roches Noires (5-1). Abdelkader Lakhmiri le « bombardier » du Wydad réalise une excellente saison. Premier buteur de l'histoire du club, il est aussi le premier joueur à inscrire un hat-trick. Il est en grande partie responsable de la bonne saison du club car termine meilleur buteur de l'équipe. La grande finale a donc lieu le 19 mai 1940 au stade Philippe devant un grand public. L'USM qui joue contre le vent, ouvre malgré tout le score à la 29e minute après de multiples occasions. Le club de l'Ancienne médina, fief du Wydad, tente de revenir au score mais en vain. En deuxième mi-temps, l'USM qui joue le vent contre le dos va dominer la rencontre ne laissant pas l'opportunité aux wydadis d'égaliser mise à part sur deux actions ratés par Abdelkader Lakhmiri à cause de sa précipitation. L'USM donc a gardé son titre de champion du maroc et les trois derbys de cette saison mais les usémistes savent dès lors qu'ils ont dès maintenant un rival dans la ville et qu'ils doivent l'affronter encore au match de la supercoupe. Le 29 septembre 1940, l'USM (champion du maroc) face au WAC (vice-champion du maroc) au stade philip tout plein en match de la supercoupe pour l'ouverture de la nouvelle saison, un 4e derby qui voit la 1re victoire des wydadis face aux usémistes sur le score de 3 buts à 2, dont Lakhmiri dans un grand jour a marqué deux buts et Kabbour ajouta le 3e but pour les rouges et blanc. Le WAC a réalisé une saison exceptionnelle dès le début de son histoire footballistique en remportent le doublé Ligue du Chaouia et Supercoupe du Maroc.

### Domination usémiste (1941-1946)
Lors de la saison 1943-1944, les relations entre les deux clubs se détériorent. L'USM refuse d'affronter le Wydad, à la suite d'incidents qui ont émaillés entre les équipes réserves des deux équipes. En janvier 1944, le comité de l'USM prévient par une lettre la LMFA que ses équipes peuvent désormais être considérées d'office comme forfait face aux équipes du Wydad. Malgré une tentative de médiation de la part de la LMFA, les dirigeants usémistes confirment par une seconde lettre leur décision. Le WAC est déclaré vainqueur par forfait pour les deux rencontres devant les opposer cette saison. L'USM perd ainsi 6 points.

### Génération dorée du WAC (1946-1951)

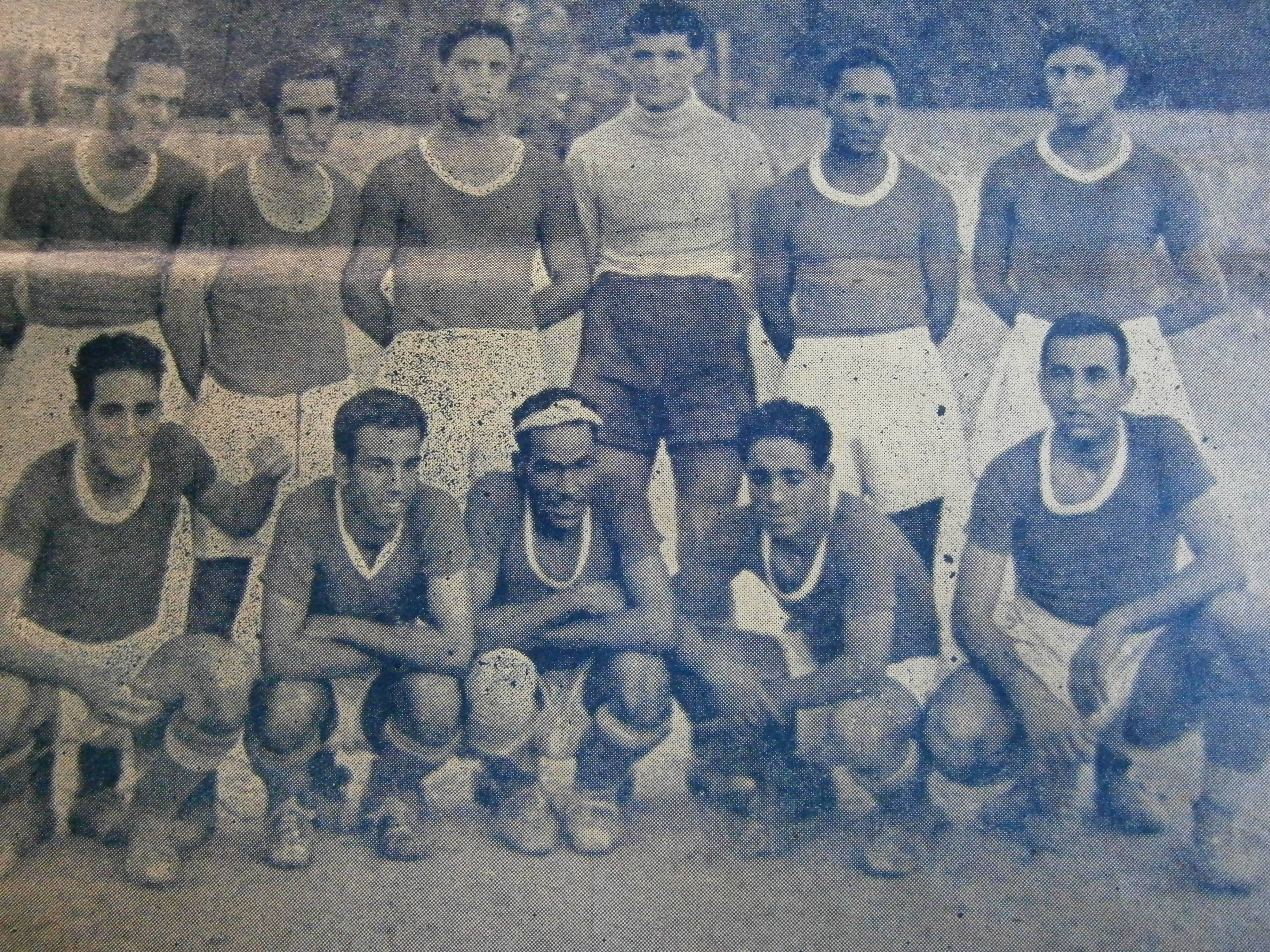
Le Wydad AC durant la saison 1947/48 (la saison historique du club) où il remportera 7 titres.

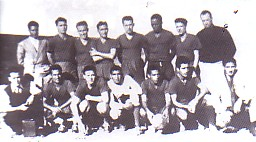
L'US Marocaine en 1949 vainqueur du titre amical Tournoi Wolfel.

## Confrontations sportives
Rencontres officielles
| #  | Date              | Compétition                                                                                       | Rencontre                                                                                         | Lieu                                                                                              | Résultat                                                                                          | Buteurs du WAC                                                                                    | Buteurs de l'USM                   |
| -- | ----------------- | ------------------------------------------------------------------------------------------------- | ------------------------------------------------------------------------------------------------- | ------------------------------------------------------------------------------------------------- | ------------------------------------------------------------------------------------------------- | ------------------------------------------------------------------------------------------------- | ---------------------------------- |
| 1  | 15 octobre 1939   | Critérium 1939/40 (J1)                                                                            | USM - WAC                                                                                         | Stade Philip, Casablanca                                                                          | 2 - 1                                                                                             | Lakhmiri                                                                                          | Kadmiri , ?                        |
| 2  | 21 janvier 1940   | Critérium 1939/40 (J10)                                                                           | WAC - USM                                                                                         | Stade Philip, Casablanca                                                                          | 0 - 1                                                                                             |                                                                                                   | Zatelli 2e                         |
| 3  | 17 mai 1940       | Critérium 1939/40 (Finale)                                                                        | USM - WAC                                                                                         | Stade Philip, Casablanca                                                                          | 1 - 0                                                                                             |                                                                                                   | Micelli 29e                        |
| 4  | 29 septembre 1940 | Supercoupe du Maroc 1940                                                                          | USM - WAC                                                                                         | Stade Philip, Casablanca                                                                          | 2 - 3                                                                                             | Lakhmiri pen, et pen                                                                              | Benbarek et                        |
| 5  | 8 décembre 1940   | Critérium 1940/41 (J8)                                                                            | WAC - USM                                                                                         | Stade Philip, Casablanca                                                                          | 2 - 2                                                                                             | Mustapha , Lakhmiri                                                                               | Benbarek et                        |
| 6  | 27 avril 1941     | Critérium 1940/41 (J17)                                                                           | USM - WAC                                                                                         | Stade Philip, Casablanca                                                                          | 2 - 1                                                                                             | Cortès 25e, Shearer                                                                               | ?                                  |
| -  | Saison 1941/42    | Retour du championnat Division différente : USM en Division Honneur / WAC en Division Pré-honneur | Retour du championnat Division différente : USM en Division Honneur / WAC en Division Pré-honneur | Retour du championnat Division différente : USM en Division Honneur / WAC en Division Pré-honneur | Retour du championnat Division différente : USM en Division Honneur / WAC en Division Pré-honneur | Retour du championnat Division différente : USM en Division Honneur / WAC en Division Pré-honneur |                                    |
| 7  | 6 décembre 1942   | Critérium 1942/43 (J1)                                                                            | WAC - USM                                                                                         | Stade Philip, Casablanca                                                                          | 2 - 2                                                                                             | ? , ?                                                                                             | ? , ?                              |
| 8  | 14 février 1943   | Critérium 1942/43 (J9)                                                                            | USM - WAC                                                                                         | Stade Philip, Casablanca                                                                          | 1 - 0                                                                                             | Shearer                                                                                           |                                    |
| 9  | 27 juin 1943      | Critérium 1942/43 (Finale)                                                                        | USM - WAC                                                                                         | Stade Philip, Casablanca                                                                          | 2 - 0                                                                                             |                                                                                                   | Benfettah , Levy                   |
| 10 | 3 octobre 1943    | Supercoupe du Maroc 1943                                                                          | USM - WAC                                                                                         | Stade Philip, Casablanca                                                                          | 3 - 3                                                                                             | Kabour et , Kadmiri                                                                               | Didi , Benbarek et                 |
| 11 | 16 janvier 1944   | Critérium 1943/44 (J9)                                                                            | WAC - USM                                                                                         | Stade Philip, Casablanca                                                                          | 3 - 0                                                                                             |                                                                                                   |                                    |
| 12 | 1944              | Critérium 1943/44 (J18)                                                                           | USM - WAC                                                                                         | Stade Philip, Casablanca                                                                          | 0 - 3                                                                                             |                                                                                                   |                                    |
| 13 | 7 octobre 1944    | Coupe du Maroc 1944 (Demi-finales)                                                                | USM - WAC                                                                                         | Stade Philip, Casablanca                                                                          | 3 - 0                                                                                             |                                                                                                   | Levy 10e, Ammar 11e, Benfettah 28e |
| 14 | 12 décembre 1944  | Critérium 1944/45 (J3)                                                                            | USM - WAC                                                                                         | Stade Philip, Casablanca                                                                          | 2 - 0                                                                                             | ? , ?                                                                                             |                                    |
| 15 | 11 février 1945   | Critérium 1944/45 (J12)                                                                           | WAC - USM                                                                                         | Stade Philip, Casablanca                                                                          | 1 - 2                                                                                             | Messaoud 73e                                                                                      | Benbarek 52e et 56e                |
| 16 | 18 novembre 1945  | Critérium 1945/46 (J3)                                                                            | USM - WAC                                                                                         | Stade Philip, Casablanca                                                                          | 1 - 1                                                                                             | Chtouki 55e (pen.)                                                                                | Mustapha 66e                       |
| 17 | 17 février 1946   | Critérium 1945/46 (J14)                                                                           | WAC - USM                                                                                         | Stade Philip, Casablanca                                                                          | 2 - 0                                                                                             | Kabbour 26e et                                                                                    |                                    |
| 18 | 18 mai 1946       | Critérium 1945/46 (Finale)                                                                        | USM - WAC                                                                                         | Stade Philip, Casablanca                                                                          | 3 - 1                                                                                             | Ammar 70e, Milton et                                                                              | Driss 45e                          |
| 19 | 22 septembre 1946 | Supercoupe du Maroc 1946                                                                          | USM - WAC                                                                                         | Stade Philip, Casablanca                                                                          | 3 - 5                                                                                             | Kabbour 10e, et , Di Giorgi 25e, Abdesselem 35e                                                   | Chicha 3e, Ramirez , ?             |
| 20 | 15 décembre 1946  | Championnat DH 1946/47 (J10)                                                                      | USM - WAC                                                                                         | Stade Philip, Casablanca                                                                          | 3 - 0                                                                                             |                                                                                                   | Martinez , et                      |
| 21 | 25 mai 1947       | Championnat DH 1946/47 (J23)                                                                      | WAC - USM                                                                                         | Stade Philip, Casablanca                                                                          | 2 - 0                                                                                             | ? , ?                                                                                             |                                    |
| 22 | 28 septembre 1947 | Championnat DH 1947/48 (J1)                                                                       | USM - WAC                                                                                         | Stade Philip, Casablanca                                                                          | 2 - 1                                                                                             | ? , ?                                                                                             | ?                                  |
| 23 | 2 novembre 1947   | Coupe du Chaouïa 1947 (Finale)                                                                    | WAC - USM                                                                                         | Stade Philip, Casablanca                                                                          | 3 - 2                                                                                             | ? , ? , ?                                                                                         | ? , ?                              |
| 24 | 25 janvier 1948   | Championnat DH 1947/48 (J10)                                                                      | WAC - USM                                                                                         | Stade Philip, Casablanca                                                                          | 2 - 1                                                                                             | Kabbour , Abdesselem                                                                              | Chicha                             |
| 25 | 12 septembre 1948 | Championnat DH 1948/49 (J1)                                                                       | WAC - USM                                                                                         | Stade Philip, Casablanca                                                                          | 4 - 1                                                                                             | ? , ? , ? , ?                                                                                     | ?                                  |
| 26 | 12 décembre 1948  | Championnat DH 1948/49 (J11)                                                                      | USM - WAC                                                                                         | Stade Philip, Casablanca                                                                          | 1 - 3                                                                                             | ?                                                                                                 | ? , ? , ?                          |
| 27 | 30 janvier 1949   | Coupe des coupes de l'ULNA 1948/49 (1/16)                                                         | WAC - USM                                                                                         | Stade Philip, Casablanca                                                                          | 3 - 1                                                                                             | Kabbour 20e, Abdesselem et                                                                        | Martinez                           |
| 28 | 21 août 1949      | Coupe d'Ouverture 1949                                                                            | WAC - USM                                                                                         | Stade Philip, Casablanca                                                                          | 2 - 0                                                                                             | Abdesselem 39e et 70e                                                                             |                                    |
| 29 | 11 septembre 1949 | Championnat DH 1949/50 (J2)                                                                       | WAC - USM                                                                                         | Stade Philip, Casablanca                                                                          | 1 - 0                                                                                             | Abdesselem 10e                                                                                    |                                    |
| 30 | 22 janvier 1950   | Championnat DH 1949/50 (J13)                                                                      | USM - WAC                                                                                         | Stade Philip, Casablanca                                                                          | 2 - 2                                                                                             | Martinez 58e, Lafaye 68e                                                                          | Abdesselem 37e et 61e              |
| 31 | 20 août 1950      | Coupe d'Ouverture 1950                                                                            | USM - WAC                                                                                         | Stade Philip, Casablanca                                                                          | 1 - 0                                                                                             | ?                                                                                                 |                                    |
| 32 | 1er octobre 1950  | Championnat DH 1950/51 (J5)                                                                       | WAC - USM                                                                                         | Stade Philip, Casablanca                                                                          | 1 - 0                                                                                             | Driss 46e                                                                                         |                                    |
| 33 | 11 mars 1951      | Championnat DH 1950/51 (J16)                                                                      | USM - WAC                                                                                         | Stade Philip, Casablanca                                                                          | 1 - 0                                                                                             | ?                                                                                                 |                                    |
| 34 | 2 septembre 1951  | Supercoupe du Maroc 1951                                                                          | WAC - USM                                                                                         | Stade Philip, Casablanca                                                                          | 2 - 0                                                                                             |                                                                                                   | ? , ?                              |
| 35 | 9 décembre 1951   | Championnat DH 1951/52 (J9)                                                                       | USM - WAC                                                                                         | Stade Philip, Casablanca                                                                          | 2 - 1                                                                                             | Lakhmiri 28e                                                                                      | Ahmed 43e, Touanen 60e             |
| 36 | 4 mai 1952        | Championnat DH 1951/52 (J20)                                                                      | WAC - USM                                                                                         | Stade Philip, Casablanca                                                                          | 2 - 1                                                                                             | Driss 13e et 41e                                                                                  | Cabrera 83e                        |
| 37 | 24 août 1952      | Coupe d'Ouverture 1952 (Finale)                                                                   | WAC - USM                                                                                         | Stade Philip, Casablanca                                                                          | 0 - 0                                                                                             |                                                                                                   |                                    |
| 38 | 31 août 1952      | Supercoupe du Maroc 1952                                                                          | USM - WAC                                                                                         | Stade Philip, Casablanca                                                                          | 1 - 2                                                                                             | Gomez 10e et 60e                                                                                  | Fontaine 23e                       |
| 39 | 5 octobre 1952    | Championnat DH 1952/53 (J5)                                                                       | WAC - USM                                                                                         | Stade Philip, Casablanca                                                                          | 0 - 0                                                                                             |                                                                                                   |                                    |
| 40 | 2 novembre 1952   | Coupe du Chaouïa 1952 (Finale)                                                                    | USM - WAC                                                                                         | Stade Philip, Casablanca                                                                          | 3 - 2                                                                                             | Abdallah Zhar 16e, Mustapha Bettache 39e                                                          | Siéglé 9e, Secerov 68e, Siéglé 82e |
| 41 | 15 mars 1953      | Championnat DH 1952/53 (J20)                                                                      | USM - WAC                                                                                         | Stade Philip, Casablanca                                                                          | 1 - 2                                                                                             | ? , ?                                                                                             | ?                                  |
| 42 | 3 mai 1953        | Coupe des coupes de l'ULNA 1952/53 (Finale - Aller)                                               | WAC - USM                                                                                         | Stade Philip, Casablanca                                                                          | 0 - 0                                                                                             |                                                                                                   |                                    |
| 43 | 17 mai 1953       | Coupe des coupes de l'ULNA 1952/53 (Finale - Retour)                                              | USM - WAC                                                                                         | Stade Philip, Casablanca                                                                          | 2 - 0                                                                                             |                                                                                                   | ? , ?                              |
| 44 | 1953              | Championnat DH 1953/54 (J10)                                                                      | USM - WAC                                                                                         | Stade Philip, Casablanca                                                                          | 1 - 0                                                                                             |                                                                                                   | ?                                  |
| 45 | 28 mars 1954      | Championnat DH 1953/54 (J21)                                                                      | WAC - USM                                                                                         | Stade Philip, Casablanca                                                                          | 0 - 0                                                                                             |                                                                                                   |                                    |
| 46 | 1954              | Championnat DH 1954/55 (J3)                                                                       | WAC - USM                                                                                         | Stade Philip, Casablanca                                                                          | 1 - 0                                                                                             | ?                                                                                                 |                                    |
| 47 | 13 février 1955   | Championnat DH 1954/55 (J14)                                                                      | USM - WAC                                                                                         | Stade Philip, Casablanca                                                                          | 0 - 0                                                                                             |                                                                                                   |                                    |
| 48 | 4 mars 1956       | Championnat DH 1955/56 (J?)                                                                       | USM - WAC                                                                                         | Stade Marcel Cerdan, Casablanca                                                                   | 1 - 1                                                                                             | Acila 85e                                                                                         | Petchov 70e                        |
| 49 | 16 décembre 1956  | Championnat DH 1956/57 (J4)                                                                       | WAC - USM                                                                                         | Stade Marcel Cerdan, Casablanca                                                                   | 3 - 1                                                                                             | ? , ? , ?                                                                                         | ?                                  |
| 50 | 1957              | Championnat DH 1956/57 (J19)                                                                      | USM - WAC                                                                                         | Stade Marcel Cerdan, Casablanca                                                                   | 0 - 0                                                                                             |                                                                                                   |                                    |
| 51 | 1957              | Championnat DH 1957/58 (J1)                                                                       | USM - WAC                                                                                         | Stade d'Honneur, Casablanca                                                                       | 0 - 3                                                                                             |                                                                                                   |                                    |
| 52 | 1958              | Championnat DH 1957/58 (J16)                                                                      | WAC - USM                                                                                         | Stade d'Honneur, Casablanca                                                                       | 3 - 0                                                                                             |                                                                                                   |                                    |

Matchs des catégories
| # | Date              | Compétition                                     | Rencontre       | Lieu                     | Résultat | Buteurs du WAC | Buteurs de l'USM |
| - | ----------------- | ----------------------------------------------- | --------------- | ------------------------ | -------- | -------------- | ---------------- |
| 1 | 15 décembre 1939  | Championnat du Maroc - Réserves 1939/40 (J1)    | USM(B) - WAC(B) | Stade Philip, Casablanca | 1 - 3    | ?              | ? , ? , ?        |
| 2 | 15 mai 1943       | Championnat du Maroc - Réserves 1942/43 (J16)   | WAC(B) - USM(B) | Stade Philip, Casablanca | 2 - 1    | ? , ?          | ?                |
| 3 | 21 novembre 1943  | Championnat du Maroc - Réserves 1943/44 (J4)    | WAC(B) - USM(B) | Stade Philip, Casablanca | 3 - 1    | ? , ? , ?      | ?                |
| 4 | 11 septembre 1949 | Championnat du Maroc - Réserves 1949/50 (J2)    | USM(B) - WAC(B) | Stade Philip, Casablanca | 1 - 1    | ?              | ?                |
| 5 | 14 mai 1950       | Championnat du Maroc - Minimes 1949/50 (Finale) | WAC(C) - USM(C) | Stade Philip, Casablanca | 1 - 0    | Abdesslem      |                  |

Matchs amicaux
| # | Date              | Compétition              | Rencontre       | Lieu                      | Résultat | Buteurs du WAC      | Buteurs de l'USM |
| - | ----------------- | ------------------------ | --------------- | ------------------------- | -------- | ------------------- | ---------------- |
| 1 | 2 novembre 1941   | Amical                   | WAC - USM       | Stade Philip, Casablanca  | 2 - 2    | ? , ?               | ? , ?            |
| 2 | 24 septembre 1944 | Amical                   | USM - WAC       | Stade Philip, Casablanca  | 2 - 2    | ? , ?               | ? , ?            |
| 3 | 24 décembre 1944  | Tournoi de Noël (Finale) | WAC - USM       | Stade Philip, Casablanca  | 1 - 0    | Kadmiri 27e         |                  |
| 4 | 27 août 1948      | Tournoi de Sixte         | USM - WAC       | Stade Philip, Casablanca  | 1 - 1    | ?                   | ?                |
| 5 | 11 novembre 1949  | Amical                   | WAC - USM       | Stade Philipp, Casablanca | 4 - 3    | ? , ? , ? , ?       | ? , ? , ?        |
| 6 | 7 mai 1950        | Amical                   | WAC(B) - USM(B) | Stade Philip, Casablanca  | 1 - 0    | ?                   |                  |
| 7 | 10 décembre 1950  | Amical                   | USM - WAC(B)    | Stade Philip, Casablanca  | 5 - 1    | ? , ? , ? , ? , ? , | ?                |

## Statistiques

### Comparaison des titres
En se référant au tableau, on voit[style à revoir] que le WAC est bien plus titré que celle d'USM bien sûr étant le club ayant le plus grand palmarès au Maroc, mais l'USM reste toujours son dauphin. 
| Équipe       | Competitions nationales | Compétitions internationales | Total |
| ------------ | ----------------------- | ---------------------------- | ----- |
| Wydad AC     | 62                      | 17                           | 79    |
| US Marocaine | 40                      | 10                           | 50    |
| Total        | 102                     | 27                           | 129   |